# Ronald Sydney Nyholm
Pour les articles homonymes, voir Nyholm.
Sir Ronald Sydney Nyholm (29 janvier 1917 à Broken Hill, Nouvelle-Galles du Sud, Australie - 4 décembre 1971 à Cambridge, Angleterre) est un chimiste australien. Il est l'un des deux créateurs de la théorie VSEPR.

## Biographie
Il est diplômé de l'Université de Sydney (B.Sc., 1938; M.Sc., 1942) et de l'University College de Londres (Ph.D., 1950, sous la supervision de Sir Christopher Ingold; D.Sc., 1953).
Il était lecturer et senior lecturer en chimie au Sydney Technical College (en), de 1940 à 1951, bien qu'en congé de Londres à partir de 1947. 
De 1952 à 1954, il était professeur associé en chimie inorganique à la New South Wales University of Technology. 
En 1954, il était président du Royal Society of New South Wales. 
Il est ensuite retourné à Londres, où il était professeur en chimie au University College de 1955 jusqu'à sa mort en 1971 (à la suite de blessures causées par un accident d'automobile).

## Travaux
Il est surtout connu pour son travail de pionnier en chimie de la coordination ainsi que pour avoir développé la théorie VSEPR en collaboration avec Ronald Gillespie. Ses recherches en chimie inorganique se concentraient principalement sur la préparation de composés faits de métaux de transition. Utilisant le ligand diars, il a démontré l'étendue des états d'oxydation et la coordinence de plusieurs métaux.

## Distinctions
Il a été élu fellow de la Royal Society (FRS) en 1958 et a été nommé chevalier en 1967. Il a reçu plusieurs distinctions de la Chemical Society, dont il a été président en 1968. 
Le Nyholm Prize for Inorganic Chemistry et le Nyholm Prize for Education ont été créés en son honneur par la Chemical Society en 1973 : ils sont remis à tous les deux ans par la Royal Society of Chemistry.